# Толиссо, Корантен
Коранте́н Толиссо́ (фр. Corentin Tolisso; род. 3 августа 1994 года, Тарар, Франция) — французский футболист, центральный полузащитник клуба «Олимпик Лион» и сборной Франции. Чемпион мира 2018 года.

## Клубная карьера

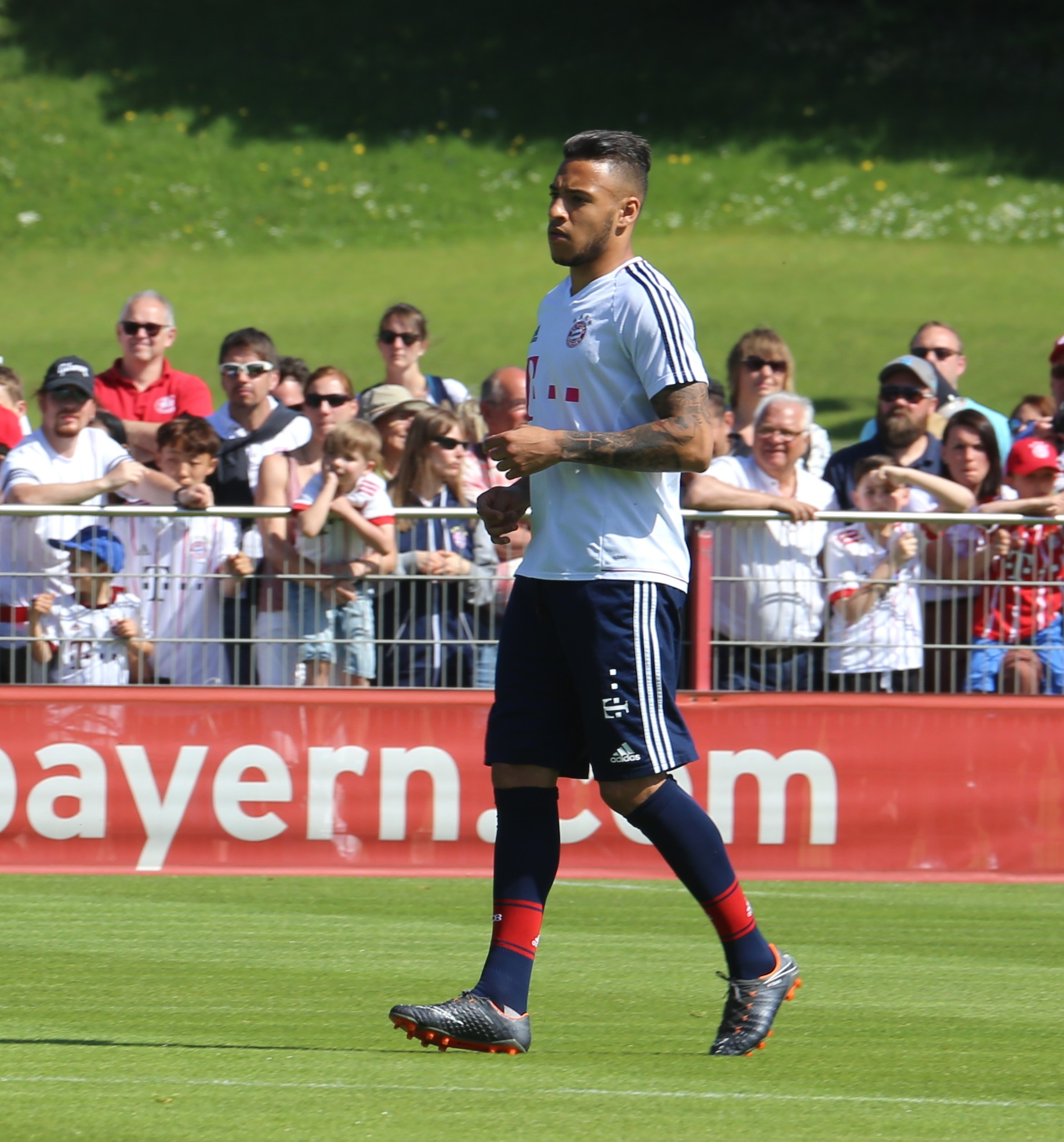
Толиссо на тренировке «Баварии»

Воспитанник клуба «Лион». 10 августа 2013 года в матче против «Ниццы» дебютировал в Лиге 1. 9 марта 2014 года в поединке против «Бордо» забил свой первый гол за «Лион». В этом же сезоне Толиссо стал финалистом Кубка Франции. В 2015 году помог клубу занять второе место в чемпионате. 14 сентября 2016 года в поединке группового этапа Лиги чемпионов против загребского «Динамо» забил гол.
14 июня 2017 года Толиссо за 41,5 млн евро стал игроком немецкой «Баварии», и этот трансфер стал на тот момент самым дорогим в истории немецкого клуба. Контракт подписан до 30 июня 2022 года. 5 августа в матче за Суперкубок Германии против дортмундской «Боруссии» он дебютировал за новую команду. В этом поединке Корентен завоевал свой первый трофей в составе «Баварии». 18 августа в поединке против «Байера» он дебютировал в Бундеслиге. В этом же поединке Толиссо забил свой первый гол за «Баварию». 5 декабря в заключительном поединке группового этапа Лиги чемпионов против «Пари Сен-Жермен» сделал «дубль». В своём дебютном сезоне стал чемпионом Германии. В апреле 2019 года вернулся к тренировкам после серьёзной травмы, из-за которой не выступал на поле с сентября 2018 года.

## Карьера в сборной
Хотя Толиссо родился во Франции и представлял страну на различных молодежных уровнях, включая команду U21, в которой он был капитаном, он также имел право выступать за Того, так как имеет тоголезское происхождение по отцовской линии.  В 2016 году менеджер Того Клод Ле Руа сообщил, что попытается убедить Толиссо представлять страну вместо Франции.  Толиссо ранее признавал свою связь с Того, но остался верен Франции, заявляя, что «я родился и вырос здесь».
28 марта 2017 года в товарищеском матче против сборной Испании Толиссо дебютировал за сборную Франции.
В 2018 году выиграл чемпионат мира в России. На турнире он сыграл в матчах против команд Австралии, Аргентины, Уругвая, Бельгии и Хорватии.

## Достижения
«Бавария»
- Чемпион Германии (5): 2017/18, 2018/19, 2019/20, 2020/21, 2021/22
- Обладатель Кубка Германии (2): 2018/19, 2019/20
- Обладатель Суперкубка Германии (4): 2017, 2018, 2020, 2021
- Победитель Лиги чемпионов: 2019/20
- Обладатель Суперкубка УЕФА: 2020
- Победитель клубного чемпионата мира по футболу: 2020

Сборная Франции
- Чемпион мира: 2018

Личные
- Кавалер ордена Почётного легиона: 2018[20]

## Клубная статистика
| Выступление      | Выступление      | Выступление      | Лига | Лига | Кубки | Кубки | Еврокубки | Еврокубки | Итого | Итого |
| Клуб             | Лига             | Сезон            | Игры | Голы | Игры  | Голы  | Игры      | Голы      | Игры  | Голы  |
| ---------------- | ---------------- | ---------------- | ---- | ---- | ----- | ----- | --------- | --------- | ----- | ----- |
| Олимпик Лион     | Лига 1           | 2013/14          | 14   | 1    | 2     | 0     | 9         | 0         | 25    | 1     |
| Олимпик Лион     | Лига 1           | 2014/15          | 38   | 7    | 2     | 0     | 3         | 0         | 43    | 7     |
| Олимпик Лион     | Лига 1           | 2015/16          | 33   | 5    | 6     | 2     | 6         | 0         | 45    | 7     |
| Олимпик Лион     | Лига 1           | 2016/17          | 31   | 8    | 2     | 2     | 14        | 4         | 47    | 14    |
| Олимпик Лион     | Итого            | Итого            | 116  | 21   | 12    | 4     | 32        | 4         | 160   | 29    |
| Бавария          | Бундеслига       | 2017/18          | 26   | 6    | 6     | 1     | 8         | 3         | 40    | 10    |
| Бавария          | Бундеслига       | 2018/19          | 2    | 1    | 2     | 0     | 0         | 0         | 4     | 1     |
| Бавария          | Бундеслига       | 2019/20          | 13   | 1    | 5     | 0     | 10        | 3         | 28    | 4     |
| Бавария          | Бундеслига       | 2020/21          | 16   | 1    | 2     | 1     | 6         | 1         | 24    | 3     |
| Бавария          | Бундеслига       | 2021/22          | 14   | 2    | 3     | 1     | 4         | 0         | 21    | 3     |
| Бавария          | Итого            | Итого            | 71   | 11   | 18    | 3     | 28        | 7         | 117   | 21    |
| Олимпик Лион     | Лига 1           | 2022/23          | 30   | 1    | 4     | 0     | 0         | 0         | 34    | 1     |
| Олимпик Лион     | Лига 1           | 2023/24          | 25   | 2    | 5     | 0     | 0         | 0         | 30    | 2     |
| Олимпик Лион     | Лига 1           | 2024/25          | 31   | 7    | 2     | 0     | 12        | 3         | 45    | 10    |
| Олимпик Лион     | Итого            | Итого            | 77   | 8    | 11    | 0     | 8         | 2         | 96    | 10    |
| Всего за карьеру | Всего за карьеру | Всего за карьеру | 264  | 40   | 41    | 7     | 68        | 11        | 373   | 58    |